# Ventura Plaza (Cúcuta)
El Centro Comercial y de Negocios Ventura Plaza es un centro comercial ubicado en la ciudad colombiana de Cúcuta. Se localiza en la Diagonal Santander, entre las calles 10 y 11. Su construcción empezó en el año de 2006, en conjunto por las constructoras Colpatria y Ospinas & Cia, y fue inaugurado el 9 de agosto de 2007.
Gracias a su posición estratégica en la denominada "Milla de Oro" de Cúcuta, es el centro comercial más grande de la ciudad y de la frontera colombo-venezolana.

## Historia
Desde mediados del siglo XX, la ciudad de Cúcuta ha significado un enclave de comercio muy importante para la compraventa entre Colombia y Venezuela, hasta el punto de ser denominada en varios momentos "La Vitrina de Colombia".
Años después de la devaluación del bolívar en el Viernes Negro de 1983, con la implementación del control de cambio en Venezuela y la aplicación de las directrices de la Comisión Nacional de Administración de Divisas (CADIVI), así como el nuevo Tratado de Libre Comercio de 2005, se dio un importante flujo de dólares hacia Colombia que dinamizó el comercio y las transacciones a lo largo de toda la ciudad fronteriza. En medio de este auge se dieron construcciones tratando de concentrar todo el potencial del comercio revitalizado y darle un nuevo enfoque a la actividad comercial en la ciudad, tales como el Centro Comercial Unicentro.

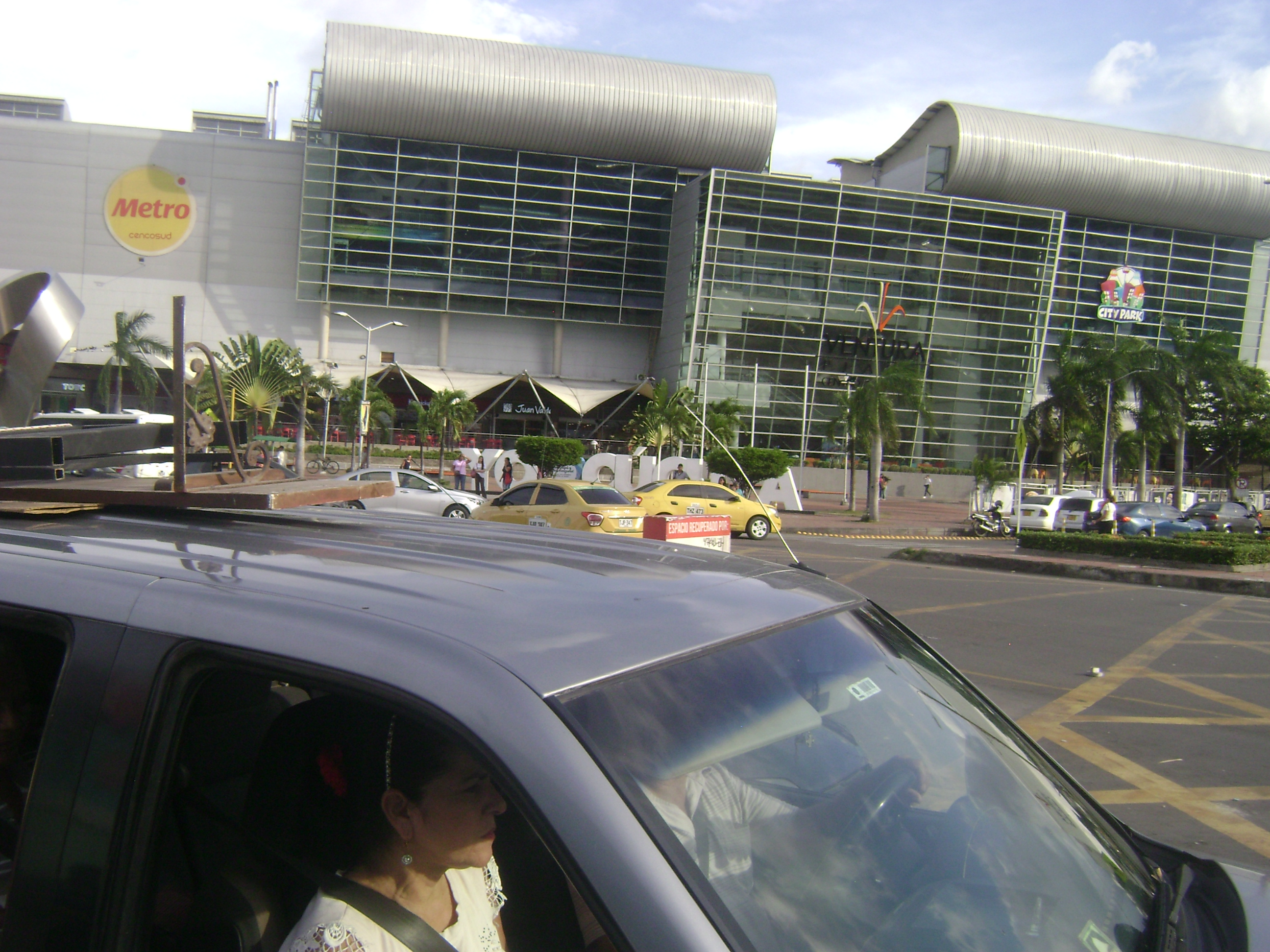
Centro comercial Ventura Plaza visto desde la Diagonal Santander

Con una inversión de alrededor de entre 74 y 90 mil millones de pesos, las constructoras Colpatria y Ospinas & Cia comenzaron la construcción del Centro Comercial en 2006, siendo inaugurado el 9 de agosto de 2007.

## Ampliaciones
En 2010 se llevó a cabo una ampliación de 14300 m², la cual tuvo una inversión de 24 mil millones de pesos, donde el CC Ventura Plaza pasaría a tener su nombre actual.
En 2016, al Ventura Plaza se le construyó una nueva plazoleta de comidas.